# Premio Pulitzer per la fotografia
Il premio Pulitzer per la fotografia (in inglese: "Pulitzer Prize for Photography") è stato uno dei premi Pulitzer assegnati annualmente per il giornalismo. Il premio fu istituito nel 1942 e nel 1968 fu deciso di sostituirlo con due premi dedicati al fotogiornalismo: il premio Pulitzer per il miglior servizio fotografico (in inglese: "Pulitzer Prize for Feature Photography") e il Premio Pulitzer per la miglior fotografia di ultim'ora (in inglese: "Pulitzer Prize for Spot News Photography", poi ribattezzato "Pulitzer Prize for Breaking News Photography" nel 2000). 
I premi Pulitzer furono istituiti nel 1917 grazie a un lascito di Joseph Pulitzer, che suggerì di creare quattro premi per il giornalismo. Nel 1942, quando fu inaugurato il premio per la fotografia, i premi salirono a otto, mentre al 2020 le categorie sono 21 (più un premio speciale non sempre assegnato), di cui due dedicate al fotogiornalismo.

## Vincitori
Ci sono stati in tutto 26 vincitori in 26 anni, con due premi assegnati nel 1944 (di cui uno relativo al 1943) e nessuno assegnato nel 1946.
| Anno | Immagine             | Fotografo                  | Rivista / Agenzia                                     | Titolo / Descrizione |
| ---- | -------------------- | -------------------------- | ----------------------------------------------------- | --- |
| 1942 |                      | Milton Brooks              | Detroit News                                          | "Ford Strikers Riot" |
| 1943 |                      | Frank Noel                 | Associated Press                                      | "Water!" |
| 1944 |                      | Earle L. Bunker            | World-Herald (Omaha, Nebraska)                        | "Homecoming" |
| 1944 |                      | Frank Filan                | Associated Press                                      | "Tarawa Island" |
| 1945 |                      | Joe Rosenthal              | Associated Press                                      | "Raising the Flag on Iwo Jima" |
| 1946 | Nessuna assegnazione | Nessuna assegnazione       | Nessuna assegnazione                                  | Nessuna assegnazione |
| 1947 |                      | Arnold Hardy               | Fotografo amatoriale (Distribuita dalla AP)           | Una donna salta per scappare all'incendio dell'hotel Winecoff di Atlanta. |
| 1948 |                      | Frank Cushing              | Boston Traveler                                       | "Boy Gunman and Hostage", in cui un quindicenne tiene un altro ragazzo in ostaggio in un vicolo. |
| 1949 |                      | Nathaniel Fein             | New York Herald-Tribune                               | "Babe Ruth Bows Out", Babe Ruth alla cerimonia del ritiro del suo numero di maglia da parte dei New York Yankees. |
| 1950 |                      | Bill Crouch                | Oakland Tribune                                       | "Near Collision at Air Show" |
| 1951 |                      | Max Desfor                 | Associated Press                                      | Per la sua copertura fotografica della guerra di Corea, un esempio di cui è dato dalla fotografia "Flight of Refugees Across Wrecked Bridge in Korea". |
| 1952 |                      | John Robinson e Don Ultang | The Des Moines Register                               | Una sequenza di sei immagini della partita di football americano tra i Bulldogs dell'Università Drake e i Cowboys della università statale dell'Oklahoma di Stillwater, in cui al giocatore dei Bulldogs Johnny Bright viene deliberatamente rotta la mascella. |
| 1953 |                      | William M. Gallagher       | Flint Journal (Michigan)                              | L'ex governatore Adlai Stevenson II con un buco nella scarpa durante campagna elettorale per le elezioni presidenziali negli Stati Uniti d'America del 1952. |
| 1954 |                      | Virginia Schau             | Fotografo amatoriale                                  | "Rescue on Pit River Bridge", la fotografia di un salvataggio mozzafiato avvenuto a Redding, in California. |
| 1955 |                      | John L. Gaunt, Jr.         | Los Angeles Times                                     | "Tragedy by the Sea", ritraente una giovane coppia ritratta sulla spiaggia di Hermosa Beach, in California, dove, pochi minuti prima, il loro figlioletto aveva perso la vita.                                                                                  |
| 1956 |                      | Staff                      | New York Daily News                                   | Per l'eccellente e costante copertura fotografica delle notizie durante tutto il 1955, di cui un fantastico esempio è la fotografia intitolata "Bomber Crashes in Street", in cui un bombardiere B-26 si è appena schiantato su un quartiere abitato.           |
| 1957 |                      | Harry A. Trask             | Boston Traveler                                       | La sequenza fotografica dell'affondamento del transatlantico Andrea Doria. Le immagini furono scattate da un aeroplano da un'altezza di circa 25 metri, 9 minuti prima che la nave affondasse.                                                                  |
| 1958 |                      | William C. Beall           | The Washington Daily News (D.C.)                      | "Faith and Confidence", ritraente un agente di polizia mentre ascolta pazientemente le ragioni di un bimbo di due anni che vorrebbe attraversare la strada durante una parata.                                                                                  |
| 1959 |                      | William Seaman             | Minneapolis Star                                      | "Wheels of Death", ritraente l'improvvisa morte di un ragazzino per strada. |
| 1960 |                      | Andrew Lopez               | United Press International                            | Una serie di quattro fotografie ritraente un caporale dell'esercito del dittatore Fulgencio Batista che viene giustiziato da un plotone agli ordini di Fidel Castro. La fotografia principale mostra il condannato mentre riceve gli ultimi sacramenti.         |
| 1961 | "Tokyo Stabbing"     | Yasushi Nagao              | Mainichi Shimbun (Tokyo) (Distribuita da UPI)         | "Tokyo Stabbing", ritraente il diciassettenne Otoya Yamaguchi nell'atto di pugnalare Inejirō Asanuma, leader del partito socialista giapponese. |
| 1962 |                      | Paul Vathis                | Associated Press                                      | "Serious Steps", ritraente John F. Kennedy e Dwight D. Eisenhower mentre passeggiano assieme a Camp David. |
| 1963 | "Aid from the Padre" | Héctor Rondón              | La República (Caracas, Venezuela) (Distribuita da AP) | "Aid from the Padre", la fotografia di un prete mentre sorregge un soldato ferito durante l'insurrezione avvenuta in Venezuela nel 1962 conosciuta come El Porteñazo.                                                                                           |
| 1964 |                      | Robert H. Jackson          | Dallas Times-Herald                                   | Jack Ruby mentre spara a Lee Harvey Oswald. |
| 1965 |                      | Horst Faas                 | Associated Press                                      | Per le sue fotografie di guerra scattate durante la guerra del Vietnam nel 1964. |
| 1966 |                      | Kyōichi Sawada             | United Press International                            | Per le sue fotografie di guerra scattate durante la guerra del Vietnam nel 1965, un esempio di cui è la fotografia chiamata "Flee to Safety", che ritrae una famiglia vietnamita intenta a guadare un fiume per sfuggire a un attacco.                          |
| 1967 |                      | Jack R. Thornell           | Associated Press                                      | L'attivista per i diritti civili James Meredith mentre giace ferito in una strada del Mississippi dopo essere stato colpito a fuoco da un attentatore appostato sul lato della strada.                                                                          |